# 再生冷却

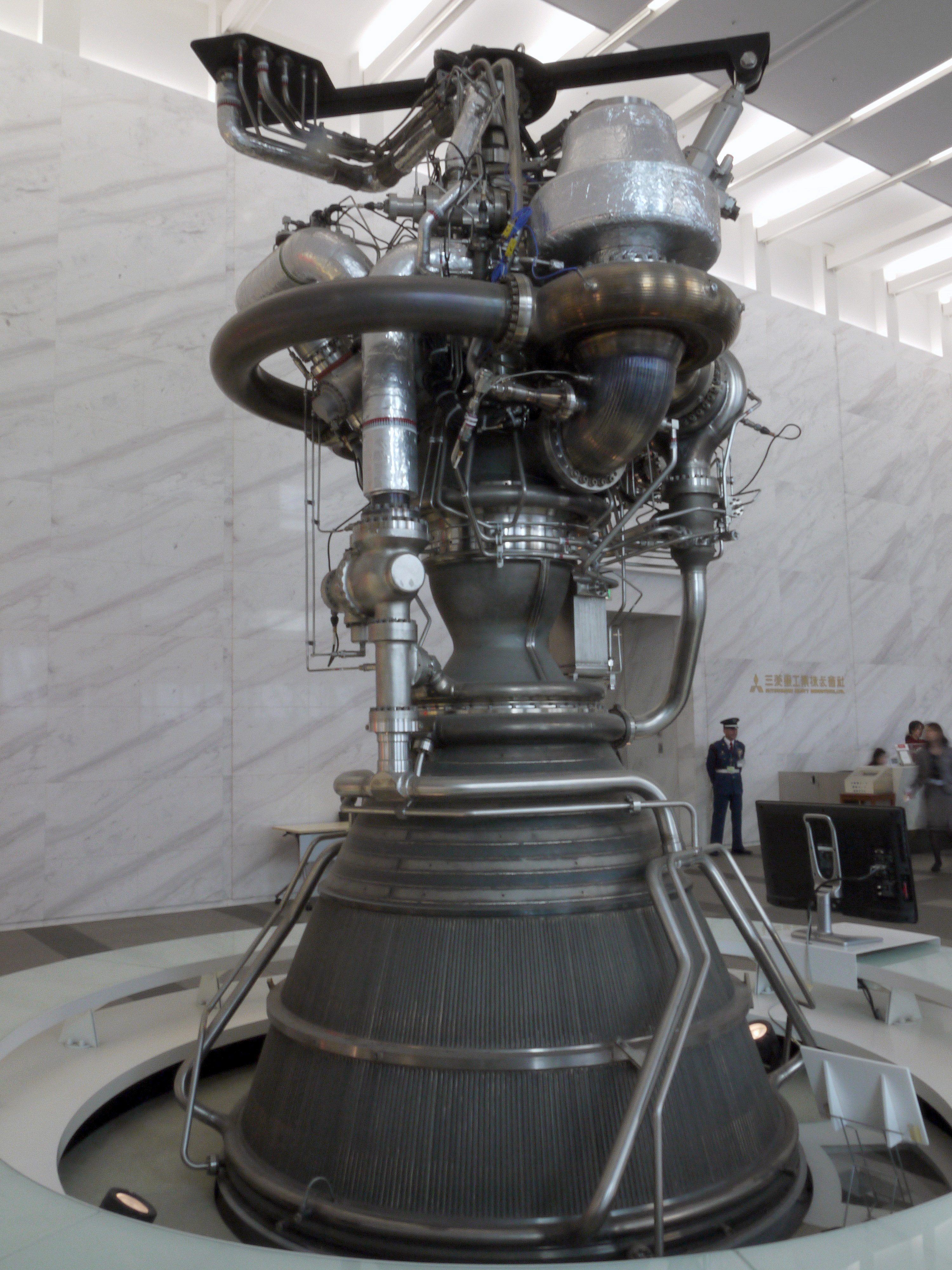
再生冷却を利用するLE-7A液体燃料ロケットエンジン

再生冷却（さいせいれいきゃく）とは気化潜熱を利用して冷却する方法。ロケットエンジンや冷凍機や冷房装置に使用されている。

## ロケットエンジンでの再生冷却
推進剤をタンクから燃焼室に送り込む際に燃焼室壁面を取り巻く管内を通す事で燃焼室壁面を冷却し燃焼によって発生する高熱から燃焼室壁面を保護する。この方法は大半の液体燃料ロケットで使用される。原理は1930年代初頭にオイゲン・ゼンガーとヘルマン・オーベルトによって考案されており、1938年12月10日ニューヨーク州のニューロシェルでアメリカロケット協会の会員だったJames.H.Wyldによってアメリカで最初の再生冷却のエンジンが試験された。
低温推進剤を使用するエキスパンダーサイクルでは冷却時に気化した推進剤でターボポンプを駆動する。